# Greasby
Greasby – wieś w Anglii, w hrabstwie ceremonialnym Merseyside, w dystrykcie metropolitalnym Wirral. Leży 10 km na zachód od centrum Liverpool i 291 km na północny zachód od Londynu. W 2001 miejscowość liczyła 9830 mieszkańców.